# Festa totale
Festa totale è un singolo del duo musicale italiano Paola & Chiara, pubblicato il 24 maggio 2024.

## Descrizione
Scritto da Paola e Chiara Iezzi in collaborazione con Adel Al Kassem, Andrea Spigaroli e Riccardo Scirè, che ne ha curato la produzione insieme a Zef, il singolo incorpora sonorità eurodance e dance pop, con reminiscenze musicali degli anni Settanta e dei primi anni Duemila. Nella produzione il brano ricalca il sound del loro singolo Furore, presentato a Sanremo 2023, con dei rimandi samba alla loro hit Festival. Gli archi sono stati registrati dal vivo presso l'IMRSV Studio di Stoccolma, come affermato dalla stessa Paola Iezzi subito dopo la pubblicazione del brano sul suo profilo Instagram e durante un'intervista promozionale per l'emittente radiofonica RDS.

Paola & Chiara descrivono il brano come una celebrazione alla libertà d'espressione e all'inclusività in ogni sua forma.

## Promozione
Il duo esegue per la prima volta il brano in occasione del Future Hits di Radio Zeta il 31 maggio 2024.
Festa totale viene scelta da Pepsi come colonna sonora dello spot radio televisivo per l'estate 2024 per il mercato italiano. Il brano diventa inoltre la colonna sonora dell'Estate Italiana di Sky Sport e dei campionati UEFA EURO 2024, oltre a essere utilizzato, a partire dal 2 settembre 2024, nella trasmissione televisiva Affari tuoi.

## Video musicale
Il video musicale del brano, diretto da Paolo Santambrogio, è stato pubblicato in concomitanza con il lancio del singolo sul canale YouTube del duo. Il video è stato girato presso il Karaoke Ronin di Milano e vede inoltre la partecipazione della drag queen Leila Yarn (già protagonista dell'edizione 2023 di Drag Race Italia). Le coreografie sono state curate da Luca Tommassini, storico coreografo delle sorelle Iezzi fin dai primi successi.

## Tracce
Testi di Chiara Iezzi, Paola Iezzi, Adel Al Kassem, Andrea Spigaroli, Riccardo Scirè, musiche di Adel Al Kassem, Andrea Spigaroli, Riccardo Scirè.
1. Festa totale – 2:31